# Megachile bella
Megachile bella är en biart som beskrevs av Mitchell 1930. Megachile bella ingår i släktet tapetserarbin, och familjen buksamlarbin. Inga underarter finns listade i Catalogue of Life.